# Требования к системе охлаждения процессора
Конструктивные требования по теплоотводу, требования по теплоотводу (англ. thermal design power, TDP) — величина, показывающая, на отвод какой тепловой мощности должна быть рассчитана система охлаждения процессора или другого полупроводникового прибора. К примеру, если система охлаждения процессора рассчитана на требования по теплоотводу 30 Вт, она должна обеспечивать отвод 30 Вт тепла при нормальных условиях.
Требования по теплоотводу (TDP) показывают не максимальное теоретическое тепловыделение процессора, а лишь минимальные требования к производительности системы охлаждения в условиях «сложной нагрузки».
Требования по теплоотводу рассчитаны на определённые «нормальные» условия, которые иногда могут быть нарушены, например, в случае поломки вентилятора или неправильного охлаждения самого корпуса. Современные процессоры при этом или дают сигнал выключения компьютера, или переходят в так называемый режим дросселирования тактов (пропуска тактов, англ. throttling), когда процессор пропускает часть циклов.
Разные производители микросхем рассчитывают требования по теплоотводу по-разному, поэтому величина не может напрямую использоваться для сравнения энергопотребления процессоров. Всё дело в том, что различные процессоры имеют разную предельную температуру. Если для одних процессоров критической является температура в 100°С, то для других она может быть уже 60°С. Для охлаждения второго потребуется более производительная система охлаждения, потому что чем выше температура радиатора, тем быстрее он рассеивает тепло. Другими словами, при неизменной мощности процессора, при использовании систем охлаждения различной производительности будет различаться лишь получаемая температура кристалла. Никогда нельзя с уверенностью утверждать, что процессор с требованиями по теплоотводу в 100 Вт потребляет больше энергии, чем процессор другого производителя с требованиями в 5 Вт. Нет ничего странного, что требования по теплоотводу часто заявляются для целого семейства микросхем, без учёта тактовой частоты их работы, например, для целого семейства процессоров, в котором младшие модели обычно потребляют меньше энергии и рассеивают меньше тепла, чем старшие. В этом случае заявляется максимальная величина требований по теплоотводу, чтобы наиболее горячие модели микросхем гарантированно получили необходимое охлаждение.

## Классификация у процессоров Intel
Core 2 Duo:
- X — TDP более 95 Вт
- E — TDP до 65 Вт
- T — TDP до 35 Вт
- P — TDP до 25 Вт
- L — TDP до 17 Вт
- U — TDP до 10 Вт
- SP — TDP до 25 Вт
- SL — TDP до 17 Вт
- SU — TDP до 10 Вт

Core i3, i5, i7 (Sandy Bridge):
- безындексные модели — TDP 95 Вт
- K — TDP <95 Вт для 4-ядерных моделей (индекс «K» отображает наличие у процессора разблокированного множителя)
- S — TDP 65 Вт для 4-ядерных моделей
- T — TDP 45 Вт для 4-ядерных моделей, 35 Вт для 2-ядерных моделей

## Классификация у процессоров AMD
Для Athlon II и Phenom II:
- E — TDP до 45 Вт
- U — TDP до 25 Вт

### Average CPU Power(ACP)
С выходом процессоров Opteron 3G на ядре Barcelona компания AMD ввела новую энергетическую характеристику под названием ACP (Average CPU Power, «средний уровень энергопотребления») новых процессоров при нагрузке.
При этом AMD также продолжит указывать и TDP.

## SDP
Сценарный уровень энергопотребления (англ. Scenario design power, SDP) — уровень энергопотребления процессора, присущий наиболее распространённому сценарию рабочей нагрузки, температуры и частоты. В отличие от показателя TDP, в значении которого заложен предельно допустимый уровень энергопотребления, показатель SDP применяется компанией Intel только для своих процессоров Y серии, используемых в ультрабуках и планшетах. Компания AMD также начала использовать эту метрику для сравнения уровня энергопотребления процессоров линейки Beema и Mullins с процессорами Intel.